# Elisabethkirche (Cieszyn)

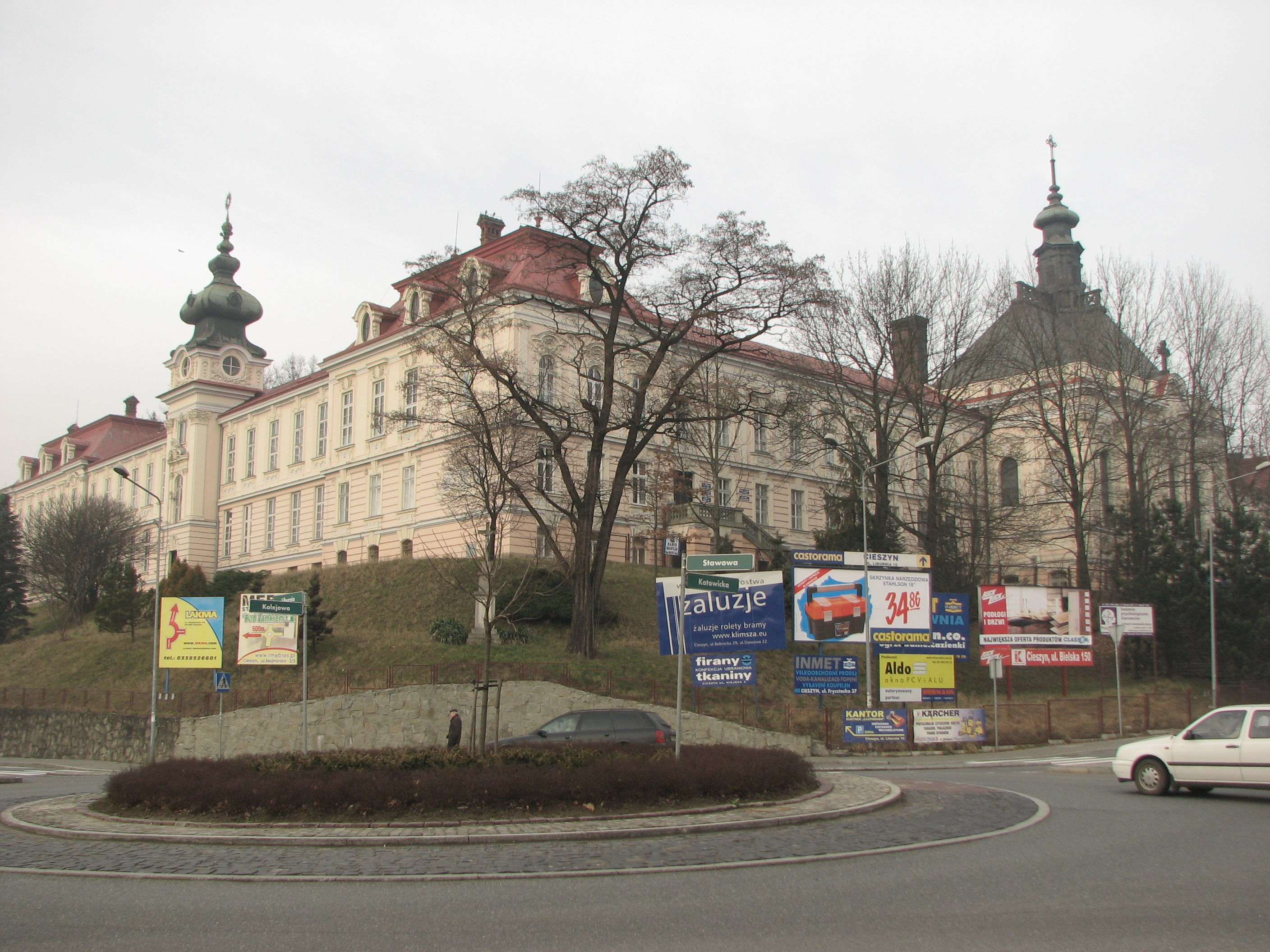
Kloster

Die Elisabethkirche (polnisch Kościół św. Elżbiety w Cieszynie) in Cieszyn, Polen, ist eine katholische Kirche außerhalb der Altstadt. Sie ist Elisabeth von Ungarn geweiht.

## Geschichte
Die Kirche wurde Anfang des 20. Jahrhunderts im Stil des Neobarocks als Elisabethinnenkirche und -kloster erbaut. Die Elisabethinnen waren dort bereits seit Mitte des 18. Jahrhunderts. Ihr Kloster brannte jedoch 1789 ab.